# اردلان (آوج)
اردلان، شهری در شهرستان آوج استان قزوین ایران است.

## جمعیت
این روستا در دهستان حصار ولیعصر قرار دارد و براساس سرشماری مرکز آمار ایران در سال ۱۳۸۵، جمعیت آن ۲٬۱۸۹ نفر (۵۲۴خانوار) بوده‌است.